# Улечу я далеко (Родина)
«Улечу я далеко» (англ. «I'll Fly Away») — восьмой эпизод второго сезона американского драматического телесериала «Родина», и 20-й во всём сериале. Премьера состоялась на канале Showtime 18 ноября 2012 года.

## Сюжет
Когда Дана (Морган Сэйлор) всё ещё не вернулась домой, Броуди (Дэмиэн Льюис) и Джессика (Морена Баккарин) спорят над тем, что делать. Броуди настаивает, что сообщение об аварии поставит под угрозу его миссию с ЦРУ. Джессика говорит ему разорвать отношения с ЦРУ, но Броуди кричит, что не может так поступить. Их прерывает телефонный звонок от Майка (Диего Клаттенхофф), сообщающий, что Дана пришла в его дом, так что Джессика и Крис (Джексон Пэйс) уходят, чтобы забрать её. Кэрри (Клэр Дэйнс) известно о том, что Броуди опаздывает на встречу с Ройей (Зулейка Робинсон), и входит в его дом, обнаружив Броуди, находящегося в почти кататоническом состоянии и сидящего на полу в коридоре. Кэрри видит, что Броуди поддаётся давлению, и говорит ему, что тяжёлое испытание "почти закончено", и умудряется заставить его пойти на встречу. Однако, когда он видит Ройю, Броуди выражает свою злость от того, что его постоянно оставляют в неведении о том, что происходит, наконец сказав Ройе: "С меня хватит", и он уходит. В попытке спасти операцию, Кэрри выслеживает Броуди и отвозит его в безопасный номер в мотеле.
Выспавшись дома у Майка, Дана звонит Джессике, спрашивая, может ли она переночевать там. В ходе беседы, Дана также раскрывает, что это Кэрри вмешалась, чтобы остановить её и Броуди от сообщения об аварии полиции.
В номере мотеля, Броуди кажется немного облегчён тем, что он сжёг все свои мосты с Абу Назиром, ЦРУ и своей семьёй. Он смирился с тем, что он будет заключён в тюрьму, но, по крайней мере, сможет наконец перестать врать всем. Кэрри рассказывает Броуди как, если он будет придерживаться миссии и завершит её, он сможет стать "настоящим героем", и что всё плохое, что он сотворил, не будет иметь значения, поскольку это всё привело бы низведению Абу Назира. Они затем занимаются сексом, в то время как Сол (Мэнди Патинкин) и Куинн (Руперт Френд), которые могут слышать всё через наблюдение, с неудобством слушают всё. Куинн хочет прервать, заявляя, что любовь Кэрри к Броуди безнадёжно затуманивает её суждения. Но Сол остаётся твёрдым в том, Кэрри всего лишь заботится о своём агенте и возвращает его обратно на борт. Куинн отзывает команду, посланную для захвата Броуди и Кэрри.
На следующий день, Броуди звонит Ройе, говоря, что он находится под большим давлением и может сказал что-то, что не должен был говорить, но он хочет обратно. Позже, Ройя отводит Броуди в отдалённое место в лесу, в то время как её преследует некоторые машины ЦРУ, включая Кэрри, Верджила (Дэвид Марчиано) и Макса (Мори Стерлинг) в одной из машин. Ожидающим Ройю и Броуди является мужчина (Мидо Хамада), который возглавил атаку на магазин портного в Геттисберге. Кэрри сразу же беспокоится за жизнь Броуди, когда она узнаёт мужчину, и предлагает захватить трёх заговорщиков прямо здесь и сейчас. Но Куинн настаивает на том, чтобы операция продолжалась. Броуди принудительно доставляют на поляну в лесу. Кэрри следует пешком, сообщая о происходящем Солу и Куинну. Спускается вертолёт и забирает Броуди.
Майк отвозит Дану в дом Инес (Джанетт Дилон), дочери женщины, убитой в при столкновении с машиной. Инес узнаёт её из больницы и быстро предполагает, что Дана была ответственной за убийство её матери. Дана неоднократно извиняется и говорит, что она пытается взять на себя ответственность, но Инес воспринимает её в штыки. Когда Дана упоминает о возможном обращении в полицию, Инес категорически протестует, указывая на то, что она получит выплату в обмен на молчание об аварии. Майк отвозит Дану домой этой ночью. Дана плачет на руках у матери, что она чувствует себя убийцей.
Броуди, будучи привезённым в неизвестном направлении, оказывается лицом к лицу с сейчас одетым по-западному, чисто выбритым Абу Назиром (Навид Негабан), когда заканчивается эпизод.

## Производство
Телесценарий эпизода был написан исполнительным продюсером Чипом Йоханнссеном, в то время как сюжет придумали Йоханнссен и исполнительный продюсер Говард Гордон. Режиссёром стал исполнительный продюсер Майкл Куэста.

## Реакция

### Рейтинги
Во время оригинального показа, эпизод посмотрели 1.87 миллионов зрителей, снизившись по сравнению с предыдущим эпизодом.

### Реакция критиков
Тодд Вандерверфф из The A.V. Club дал эпизоду оценку "A-", указывая на сильное развитие персонажа Броуди, когда он стал основой второго сезона сериала.
Скотт Коллура из IGN оценил эпизод на 9 из 10, похвалив выступление Морган Сэйлор.